# Lausavísa
Dans la poésie scaldique en vieux norrois de Norvège et plus tard dans la poésie islandaise, une lausavísa (pl. lausavísur) est une composition en une seule strophe, ou une suite de strophes non liées entre elles par une continuité narrative ou thématique.
Les lausavísur sont souvent introduites, dans les textes des sagas, par l'expression þá kvað (et il est dit).